# Daniel Newman (acteur américain)
Pour les articles homonymes, voir Daniel Newman et Newman.
Daniel Christopher Newman (né le 14 juin 1981) est un acteur, mannequin et musicien américain, il apparait dans la bande originale du film Twilight et plusieurs bandes originales de séries télévisées, et avec des rôles d'acteur dans The Walking Dead, The Vampire Diaries, Homeland, Sex and the City et Cirque du Freak .

## Biographie
Newman grandit dans une petite ville agricole de Georgie, puis déménage à Brooklyn pour se consacrer à la musique. Il étudie à l'Université de Yale dans le cadre d'un programme spécialisé, avant de retourner à New York pour poursuivre une carrière musicale. Il mène une carrière en tant que musicien pendant une courte période, avant de rencontrer le photographe Bruce Weber. Il commence le mannequinat, apparaissant dans le monde entier sur des couvertures de magazines et diverses autres publicités. Il pose pour les marques Calvin Klein, Christian Dior, Louis Vuitton ou Tommy Hilfiger. Il est également apparu sur la couverture du calendrier 2017 "Red Hot Exposed" du photographe de mode Thomas Knights et de la campagne artistique rousse .
Il est invité à participer dans des émissions de télévision américaines telles que 7th Heaven (1997), One Tree Hill (2006), Heroes (2009) et The Vampire Diaries (2012),,. Il est brièvement apparu comme l'un des voyous de Bane dans le film de 2012 The Dark Knight Rises. En 2016, il rejoint le casting de The Walking Dead en tant que personnage récurrent dénommé Daniel,.

## Vie privée
En mars 2017, Newman s'est révélé comme étant bisexuel , et fait des apparitions en soutien à GLAAD et à la Human Rights Campaign .
En mars 2020, Newman est testé à Atlanta pour la COVID-19 ; il a un cas "léger" et est libéré .

## Filmographie

### Cinéma
| An   | Titre                                    | Rôle              | Remarques       |
| ---- | ---------------------------------------- | ----------------- | --------------- |
| 1995 | Fluke (film)                             | écolier           | Non crédité     |
| 2001 | How High                                 | Combattant vidéo  | Non crédité     |
| 2005 | Shooting Gallery                         | Easy              |                 |
| 2006 | Broken Bridges                           | Scott             |                 |
| 2009 | Road Trip: Beer Pong                     | Raz-R             | Direct en vidéo |
| 2009 | L'Imaginarium du docteur Parnassus       | Gavin             | Non crédité     |
| 2009 | Falling Up                               | Jake Tisserand    | Direct en vidéo |
| 2009 | Le Portrait de Dorian Gray               | Michael Radley    | Non crédité     |
| 2009 | Cirque du Freak : L'assistant du vampire | Pete              | Non crédité     |
| 2012 | The Dark Knight Rises                    | Voyou au sous-sol |                 |
| 2017 | Division 19                              | Homme d'affaires  |                 |

### Télévision
| An        | Titre                                    | Rôle          | Remarques                                                    |
| --------- | ---------------------------------------- | ------------- | ------------------------------------------------------------ |
| 1993      | I'll Fly Away                            | Garçon perdu  | Épisode : "Petits voeux"                                     |
| 1997      | Savannah                                 | Photographe   | Épisode : « Avec nos meilleurs vœux (The Gal To Marry Dad) » |
| 1997      | Sept à la maison                         | Gars #2       | Épisode : « Liaisons dangereuses : 1ère partie »             |
| 2003      | Sex and the City                         | Rock star     | Épisode : "Le mariage de ma meilleure amie II"               |
| 2004      | Blue Collar TV                           | Divers        | Épisode : " TV "                                             |
| 2005-2006 | Surface                                  | Greg Butler   | 4 épisodes                                                   |
| 2006      | Les Frères Scott                         | Michael       | Épisode : « Juste mariés »                                   |
| 2008      | Fab Five : Le scandale des pom pom girls | Trevor        | téléfilm                                                     |
| 2009      | Drop Dead Diva                           | Mike          | Épisode : "Baisé mortel"                                     |
| 2009      | Children of the Corn                     | Malachai      | téléfilm                                                     |
| 2009      | Heroes                                   | Jimmy Keppler | Épisodes : «Un fil invisible » et «Éveil des sens »          |
| 2012      | Vampire Diaries                          | Daniel        | Épisodes : « Couper les ponts » et « Des liens et du sang »  |
| 2012      | The Game                                 | Nick          | Épisode : « Breakthrough, Breakdown? Break- Through »        |
| 2013      | Homeland                                 | Jeff          | Épisodes : "Tin Man Is Down" et "Game On"                    |
| 2016-2017 | The Walking Dead                         | Daniel        | Rôle récurrent, 10 épisodes                                  |
| 2019      | EastSiders                               | Chase         | Épisodes : « Ça va devenir viral » et « En avant toute ! »   |